# Trambulina Valea Cărbunării
Trambulina Valea Cărbunării este un complex sportiv (sărituri cu schiurile) aflat la marginea de sud a orașului Râșnov. Complexul include două trambuline mici din categoria K 15 și K35, o trambulină medie din categoria K64 (HS71) și un o trambulină normală cu punct de construcție la 90 de metri și dimensiune de 97 de metri.
Prima trambulină pentru sărituri cu schiurile a fost construită la Râșnov încă din 1936. Din iulie 2009 până în august 2011, trei trambuline mici de sărituri cu schiurile pentru tineret la categoriile K64, K35 și K15 au fost construite pe o pantă abruptă la trei kilometri sud-est de centrul orașului, în Valea Carbunării, pentru Festivalul Olimpic al Tineretului organizat aici în 2013.
Pe 9 iunie 2012, complexul de sărituri cu schiurile a fost deschis oficial cu o etapă din Cupa FIS.
În vara anului 2011, a început construcția unei trambuline normale K90 (HS 100). A fost finalizată în octombrie 2012 împreună cu întreaga zonă de sărituri cu schiurile, iar de atunci au fost disponibile patru trambuline de sărituri cu schiurile, două turnuri ale arbitrilor, proiectoare și un lift.
Pe 1 martie 2014, a avut loc prima competiție din Cupa Mondială feminină de sărituri cu schiurile, câștigată de japoneza Sara Takanashi.
În 2016, aici au avut loc săriturile cu schiurile la Campionatele Mondiale de schi nordic pentru juniori și tineret.
La 21 februarie 2020, s-a desfășurat primul concurs din Cupa Mondială masculină, încheiat cu victoria germanului Karl Geiger. A doua zi, austriacul Stefan Kraft a terminat câștigător. În acel concurs de pe 22 februarie 2020 a fost stabilit și recordul trambulinei, 103 metri, Gregor Schlierenzauer, Constantin Schmid și Stefan Kraft ajungând cu toții la această distanță. Cupa Mondială masculină a revenit în 2021 cu victoria lui Ryoyu Kobayashi. În 2023, a avut loc o nouă serie de etape din Cupa Mondială, atât la masculin cât și la feminin.